# Jonathan B. Knudsen
Jonathan B. Knudsen (* 16. Dezember 1944; † 28. August 1999) war ein US-amerikanischer Historiker.

## Leben
Knudsen studierte Geschichte an der University of California, Berkeley. Ergänzend dazu hielt er sich häufiger im Max-Planck-Institut für Geschichte in Göttingen auf. Seine akademischen Lehrer waren Hans Rosenberg, Gerald Feldman und Wolfgang Sauer. 1976 wurde er Professor am Wellesley College in Wellesley, Massachusetts. 
Neben seinen eigenen historischen Forschungen betätigte er sich als Übersetzer deutscher Geschichtswerke, unter anderem von Rudolf Vierhaus. Außerdem war er Mitherausgeber der Zeitschrift Central European History.
Seine Forschungsgebiete waren die europäische Kulturgeschichte, die deutsche Geschichte im 18. Jahrhundert, die Geschichtstheorie sowie die Wissensgeschichte.

## Schriften
- Friedrich Nicolai „wirkliche Welt“. On common sense in the German enlightenment. In: Mentalitäten und Lebensverhältnisse. Beispiele aus der Sozialgeschichte der Neuzeit. Rudolf Vierhaus zum 60. Geburtstag. Vandenhoeck u. Ruprecht, Göttingen 1982, S. 77–91.
- Justus Möser and the German Enlightenment. Cambridge University Press, Cambridge 1986, ISBN 978-0-51157253-1.
- Hrsg. mit Hans Erich Bödeker, Georg G. Iggers, Peter H. Reill: Aufklärung und Geschichte: Studien zur deutschen Geschichtswissenschaft im 18. Jahrhundert. Vandenhoeck u. Ruprecht, Göttingen 1986.
- Friedrich Meinecke (1862–1954). In: Hartmut Lehmann, James van Horn Melton (Hrsg.): Paths of Continuity. Central European Historiography from the 1930s to the 1950s. Cambridge/Mass. 1994, S. 49–72.